# Sanogasta backhauseni
Sanogasta backhauseni là một loài nhện trong họ Anyphaenidae.
Loài này thuộc chi Sanogasta. Sanogasta backhauseni được Eugène Simon miêu tả năm 1895.